# Comuna Fârdea, Timiș
Fârdea (maghiară Ferde) este o comună în județul Timiș, Banat, România, formată din satele Drăgșinești, Fârdea (reședința), Gladna Montană, Gladna Română, Hăuzești, Mâtnicu Mic și Zolt.

## Obiective turistice
- Biserica de lemn din Zolt
- Mănăstirea Fârdea
- Lacul Surduc

## Demografie
Componența etnică a comunei Fârdea
     Români (92,64%)
     Alte etnii (7,36%)
Componența confesională a comunei Fârdea
     Ortodocși (81,05%)
     Baptiști (5,57%)
     Penticostali (4,99%)
     Alte religii (1,66%)
     Necunoscută (6,72%)
Conform recensământului efectuat în 2021, populația comunei Fârdea se ridică la 1.562 de locuitori, în scădere față de recensământul anterior din 2011, când fuseseră înregistrați 1.750 de locuitori. Majoritatea locuitorilor sunt români (92,64%). Din punct de vedere confesional, majoritatea locuitorilor sunt ortodocși (81,05%), cu minorități de baptiști (5,57%) și penticostali (4,99%), iar pentru 6,72% nu se cunoaște apartenența confesională.

## Politică și administrație
Comuna Fârdea este administrată de un primar și un consiliu local compus din 11 consilieri. Primarul, Maria-Rovena-Violeta Dobrean[*], de la Partidul Social Democrat, este în funcție din octombrie 2020. Începând cu alegerile locale din 2024, consiliul local are următoarea componență pe partide politice:
|  | Partid                          | Consilieri | Componența Consiliului | Componența Consiliului | Componența Consiliului | Componența Consiliului | Componența Consiliului | Componența Consiliului | Componența Consiliului |
|  | ------------------------------- | ---------- | ---------------------- | ---------------------- | ---------------------- | ---------------------- | ---------------------- | ---------------------- | ---------------------- |
|  | Partidul Social Democrat        | 7          |                        |                        |                        |                        |                        |                        |                        |
|  | Alianța Electorală Pnl - Pusl   | 2          |                        |                        |                        |                        |                        |                        |                        |
|  | Alianța pentru Unirea Românilor | 1          |                        |                        |                        |                        |                        |                        |                        |
|  | Partidul Ecologist Român        | 1          |                        |                        |                        |                        |                        |                        |                        |

## Personalități născute aici
- Virgil Simonescu (1881 - 1941), pictor.